# Ligne 2 du métro de Wuhan
La ligne 2 du métro de Wuhan est une ligne du métro de Wuhan inaugurée en 2012 et étendue en 2016 et 2019, majoritairement souterraine. Elle relie les terminus Tianhe Jichang desservant l'aéroport international de Wuhan Tianhe au nord, à Fozuling au sud-est.

## Chronologie
- 28 décembre 2012 : Jinyitan - Guanggu Guangchang (Optics Valley Square, en anglais)[1].
- 28 décembre 2016 : Jinyitan - Tianhe Jichang (19,7 km)[1]
- 19 février 2019 : Guanggu Guangchang - Fozuling (13,4 km)[1]

## Tracé et stations
La ligne majoritairement souterraine dessert 28 stations sur 47,4 km du nord au sud en passant sous le fleuve Yang-Tsé desservant le centre du pôle urbain. Elle est en correspondance avec les lignes 1, 3, 6, 7 et 8 du métro de Wuhan ainsi qu'avec le tramway de Guanggu, ou tramway d'Optics Valley en anglais. De courtes sections sont aériennes, telles que les inter-stations entre Jinyitan et Changqingcheng, Changqingcheng et Hongtu Dadao et entre Julong Dadao et Tianhe Jichang comprenant les deux stations aériennes Songjiagang et Hangkongzongbu.

### Liste des stations
|  |   |  |  | Station             | Nom en chinois | Traductions                                                                        | Coordonnées                   | Correspondances |
|  | - |  |  | ------------------- | -------------- | ---------------------------------------------------------------------------------- | ----------------------------- | --------------- |
|  | O |  |  | Tianhe Jichang      | 天河机场       | Aéroport de Tianhe                                                                 | 30° 46′ 21″ N, 114° 12′ 43″ E |                 |
|  | o |  |  | Hangkongzongbu      | 航空总部       |                                                                                    |                               |                 |
|  | o |  |  | Songjiagang         | 宋家岗         |                                                                                    |                               |                 |
|  | o |  |  | Julong Dadao        | 巨龙大道       | Boulevard Julong                                                                   |                               | 7               |
|  | o |  |  | Panlongcheng        | 盘龙城         |                                                                                    | 30° 43′ 06″ N, 114° 12′ 45″ E |                 |
|  | o |  |  | Hongtu Dadao        | 宏图大道       | Boulevard Hongtu                                                                   |                               | 1 8             |
|  | o |  |  | Changgingcheng      | 常青城         |                                                                                    | 30° 39′ 40″ N, 114° 15′ 00″ E |                 |
|  | o |  |  | Jinyitan            | 金银潭         |                                                                                    | 30° 39′ 08″ N, 114° 14′ 24″ E |                 |
|  | o |  |  | Changqing Huayuan   | 常青花园       | Jardin de Changqing                                                                | 30° 38′ 33″ N, 114° 14′ 15″ E | 6               |
|  | o |  |  | Changganglu         | 长港路         | Rue Changgang                                                                      | 30° 37′ 47″ N, 114° 14′ 26″ E |                 |
|  | o |  |  | Hankou Huochezhan   | 汉口火车站     | Gare de Hankou                                                                     | 30° 37′ 10″ N, 114° 14′ 55″ E |                 |
|  | o |  |  | Fanhu               | 范湖           | Lac Fan                                                                            | 30° 36′ 32″ N, 114° 15′ 19″ E | 3               |
|  | o |  |  | Wangjiadun Dong     | 王家墩东       | Wangjiadun Est                                                                     | 30° 35′ 48″ N, 114° 15′ 27″ E | 7               |
|  | o |  |  | Qingnianlu          | 青年路         | Rue Qingnian                                                                       | 30° 35′ 14″ N, 114° 15′ 35″ E |                 |
|  | o |  |  | Zhongshan Gongyuan  | 中山公园       | Parc Zhongshan                                                                     | 30° 35′ 04″ N, 114° 16′ 04″ E |                 |
|  | o |  |  | Xunlimen            | 循礼门         |                                                                                    | 30° 35′ 14″ N, 114° 16′ 53″ E | 1               |
|  | o |  |  | Jianghanlu          | 江汉路         | Rue Jianghan                                                                       | 30° 34′ 59″ N, 114° 17′ 11″ E | 6               |
|  | o |  |  | Jiyuqiao            | 积玉桥         | Pont Jiyu                                                                          | 30° 33′ 47″ N, 114° 18′ 11″ E | 5               |
|  | o |  |  | Pangxiejia          | 螃蟹岬         |                                                                                    | 30° 33′ 22″ N, 114° 18′ 44″ E | 7               |
|  | o |  |  | Xiaoguishan         | 小龟山         |                                                                                    | 30° 33′ 12″ N, 114° 19′ 17″ E |                 |
|  | o |  |  | Hongshan Guangchang | 洪山广场       | Place Hongshan                                                                     | 30° 32′ 52″ N, 114° 19′ 54″ E | 4               |
|  | o |  |  | Zhongnanlu          | 中南路         | Rue Zhongnan                                                                       | 30° 32′ 24″ N, 114° 19′ 40″ E | 4               |
|  | o |  |  | Baotongsi           | 宝通寺         | Temple Baotong                                                                     | 30° 31′ 58″ N, 114° 20′ 06″ E |                 |
|  | o |  |  | Jiedaokou           | 街道口         |                                                                                    | 30° 31′ 43″ N, 114° 20′ 53″ E |                 |
|  | o |  |  | Guangbutun          | 广埠屯         |                                                                                    | 30° 31′ 29″ N, 114° 21′ 31″ E |                 |
|  | o |  |  | Huquan              | 虎泉           |                                                                                    | 30° 30′ 52″ N, 114° 21′ 54″ E |                 |
|  | o |  |  | Yangjiawan          | 杨家湾         |                                                                                    | 30° 30′ 27″ N, 114° 22′ 36″ E |                 |
|  | o |  |  | Guanggu Guangchang  | 光谷广场       | Place de la Vallée de l'Optique (en) Optics Valley Square                          | 30° 30′ 29″ N, 114° 23′ 30″ E |                 |
|  | o |  |  | Luoxionglu          | 珞雄路         | Rue Luoxiong (en) Luoxiong Road                                                    | 30° 30′ 33″ N, 114° 23′ 57″ E |                 |
|  | o |  |  | Huazhongkeji Daxue  | 华中科技大学   | Université des sciences et techniques Huazhong (en) Huazhong Univ. of Sci. & Tech. | 30° 30′ 34″ N, 114° 24′ 35″ E |                 |
|  | o |  |  | Guanggu Dadao       | 光谷大道       | Boulevard de la Vallée de l'Optique (en) Guanggu Boulevard                         | 30° 30′ 32″ N, 114° 25′ 07″ E |                 |
|  | o |  |  | Jiayuanlu           | 佳园路         | Rue Jiayuan (en) Jiayuan Road                                                      | 30° 30′ 09″ N, 114° 25′ 32″ E |                 |
|  | o |  |  | Wuhan Dongzhan      | 武汉东站       | Gare de Wuhan-Est (en) Wuhandong (Wuhan-East) Railway Station                      | 30° 29′ 18″ N, 114° 25′ 35″ E | 11              |
|  | o |  |  | Huanglongshanlu     | 黄龙山路       | Rue Huanglongshan (en) Huanglongshan Road                                          | 30° 28′ 46″ N, 114° 25′ 30″ E |                 |
|  | o |  |  | Jingronggang Bei    | 金融港北       | Jinronggang - Nord (en) Jinronggang North                                          | 30° 27′ 50″ N, 114° 24′ 55″ E |                 |
|  | o |  |  | Xiuhu               | 秀湖           | Lac Xiu                                                                            | 30° 27′ 01″ N, 114° 24′ 55″ E |                 |
|  | o |  |  | Canlong Dongjie     | 藏龙东街       | Canglong - Rue de l'est (en) Canglong East Street                                  | 30° 26′ 22″ N, 114° 25′ 27″ E |                 |
|  | O |  |  | Fozuling            | 佛祖岭         |                                                                                    | 30° 26′ 27″ N, 114° 26′ 02″ E |                 |